# 新宿三井ビルディング
新宿三井ビルディング（しんじゅくみついビルディング）は、東京都新宿区西新宿の新宿新都心の一角にある超高層ビル。通称は新宿三井ビル、あるいは単に三井ビルと呼ばれることもある。

## 概要
1960年（昭和35年）6月に東京都が発表した「新宿副都心建設計画」に基づき、淀橋浄水場跡地は同年に設立された新宿副都心建設公社によって、まず、新宿駅西口地下広場や新宿中央公園が整備され、造成された街区（1～11号）は、65年から順次民間会社に売却されることとなった。
三井不動産は、日本における超高層建築のさきがけとして霞が関ビルを建設した経緯から、新宿副都心開発にも強い意欲を抱き、1968年（昭和43年）3月、9号地を58億円で購入し、新宿駅西口一帯の新都心開発に参画することとなった。この際、江戸英雄三井不動産社長が地元の小田急電鉄の安藤楢六社長からの要望に応えて、街区を購入した住友不動産、京王帝都電鉄（現：京王電鉄）、第一生命保険に連絡調整組織の結成を呼びかけ、11月に新宿新都心開発協議会（SSK）が発足し、三井不動産が幹事役を務めることになった。SSKは69年5月「新宿新都心開発計画」を作成し、71年4月には各社の協定参加を得た。この協定は都市計画としては画期的なもので、地域冷暖房を採用し大気汚染の防止に努める、人と車にとって双方快適な空間にするため、歩道橋や歩行者デッキ、歩行者道路を設置して相互に連結する等を骨子として盛り込んだ。
新宿三井ビルは、1974年（昭和49年）10月に竣工するが、工事の最中、第一次オイルショックに見舞われた。資材の入手難や諸価格の高騰に直面したが、最終的には目標通り、延坪あたり40万円以下に抑え完成させている。総工費は約237億8000万円（建築期間中の支払利息を含む）。

### 売却
2020年（令和2年）10月9日、三井不動産は新宿三井ビルを不動産投資信託（REIT）の日本ビルファンド投資法人に1700億円で売却すると発表し、翌年1月8日に引き渡した。売却後も三井不動産は運営に関与し、ビルの名称は残す。

## 構造
高さは軒高210メートル、最頂部225メートル。竣工してしばらくは、日本一高いビルの座にあった。隣の新宿センタービルより高さ自体は2メートル高いが (各々225.0m, 222.95m)、新宿センタービルの1階より低い位置に新宿三井ビルの1階があるため、実際は低くなって見える。2階はロビー（Lb）階と表記する。
外観は黒を基調としたガラス張りで、新宿の超高層ビル群の中でもひときわ目立つ外観である。竣工当初、黒かった塔屋は、現在は白となっている。
ビル側面にあるX形の鉄骨は、耐震補強の為の筋交いであると共に、各階の両端に設けた機械室の扉の押さえを兼ねている。機械室の扉は4 - 5階分を1枚にまとめており、巨大なそれを開くことで空調などの機械を容易に交換できるようにした。また京王プラザホテルの設計を取り入れ、非常階段の一部を外部に剥き出しに設置し、火災時の煙が非常階段内に溜まらない設計が採用された。
2015年（平成27年）3月、鹿島と三井不動産が開発にあたった長周期地震動の揺れを半減させる超大型制震装置の屋上への設置が完了している。

## テナント・スポット
新宿高層ビル街に古くから存在し、階数が新宿では最も多く、ビル内には多くの企業がテナントとして入居している。
最上階の55階には、オープンから数年間はワンフロアを占める中華レストラン「マンダリンパレス」が営業していたが（西遊記で制作協力として参加）、現在はテナントの事務所となっている。54階には、三井グループの従業員やOBとその同伴者だけが利用できるレストラン「新宿三井クラブ」がある。
ビルの南にある「55ひろば」は、ビル風の影響を小さくするため、グランドレベルから沈みこませ整備した。青空天井で、テーブルセットは飲食・休憩など自由に使用できる。無料コンサートやフリーマーケットなどのほか、後述の「新宿三井ビルディング会社対抗のど自慢大会」も催される。
オフィス・テナントを除く、店舗等の配置は以下の通りである。
- 地下1階（「55ひろば」と同じ高さ。京王プラザホテル側道路から階段を下りる）
サンマルクカフェ、スターバックス、ドトールコーヒー、パパミラノ、そじ坊、寿司店、丸亀製麺、沖縄料理店、インド料理店、タイ料理店、中国料理店、朝鮮料理SIKDANGなど
- 1階（京王プラザホテル側道路から階段を上がる）
ロイヤルホスト、新宿三井ビル内郵便局、三井のリハウス、極東証券、屋台DELi（弁当販売）
- 2階（東側道路・北側道路・西側道路からは1階として感じられる）
シズラー、三井住友銀行ATM
- 3階
Shinjyuku KIZENBOU（カフェ＆ダイニングバー）
- 4階、5階
クリニック2院、歯科医院、調剤薬局
- 54階
新宿三井クラブ

主な入居テナント
- 三井ホーム
- 三井不動産レジデンシャルリース
- PayPay銀行本店
- カプコン東京支店
- JTB新宿事業部
- セノン
- トヨタ財団
- 東京美容国民健康保険組合

## エレベーター
1996年（平成8年）から2000年にかけてリニューアルされた。18階以上はすべて日立製に統一している。
- 非常用バンク

B3階 - B1階・1階・Lb階・3階 - 55階・P1（R）階
- Dバンク（D-1～D-7号機）

1階・Lb階・3階・43階 - 55階
- Cバンク（C-1～C-8号機）

1階・Lb階・3階・29階 - 43階
- Bバンク（B-1～B-8号機）

1階・Lb階・3階・17階 - 30階
- Aバンク（A-1～A-7号機、下記の駐車場用バンクも東芝製）

1階・Lb階・3階 - 17階
- 駐車場用バンク

B3階 - B1階・1階・Lb階

## 新宿三井ビルディング会社対抗のど自慢大会
1975年から入居企業同士の親睦や交流を図るため、毎年8月下旬に55ひろばにおいて、本ビルに入居する企業の社員を集めた「新宿三井ビルディング会社対抗のど自慢大会」を開いている。歌唱力や演出力など多彩な形で出演者のパフォーマンスが極めてハイレベルなことから、別名「新宿の奇祭」「会社員のウッドストック」とも呼ばれる。当初はビッグバンドの生演奏のもと歌唱を展開し、2020年から2022年にかけてコロナ禍の影響で休止していたが、2023年8月より再開。開催当日は一般人も無料で観覧できるが、三井不動産の担当者は「あくまでテナントのための大会というスタンスでやっていく」との方針を述べインターネット配信などの一般公開規模の拡大には消極的な姿勢を示唆している。
参加資格は、新宿三井ビルに入居しているテナント企業に限られるため、本イベントに出たいがためにビルへ入居した企業もあるといわれる。1社につき3組までのエントリーが認められ企業によっては社内選考を行っており、2024年の第47回時点では58社から106組293名がエントリーし2日間の予選を経て3日目の決勝戦には20組が勝ち進む形とし上位入賞者には商品券や家電など入居企業からの協賛品が贈られる。また決勝上位3組に入った出場者は「殿堂入り」としてその後5年間の大会出場が禁じられておりマンネリ化を防ぐ形としている。ただし回数の下一桁に0と5がつく5回ごとの開催についてはオープン大会として殿堂入り中の社員の参加も認められる。
音楽プロデューサーやプロ歌手が審査員として出席し、主に歌唱力9・パフォーマンス1の割合で採点されている。パフォーマンス中にはビル内で生じたシュレッダーダストを紙吹雪として大量に吹き付けることが基本となっており、この他コント調・ミュージックビデオや衣装の再現など各組ごとの演出方法は自由となっている一方で、自社の宣伝を行うことは禁じられている。
このほか本イベントの派生企画として札幌三井JPビルディングでの「アカプラ会社対抗のど自慢大会」、柏の葉スマートシティでの「柏の葉テナント対抗のど自慢」、COREDO室町での「企業対抗&BIZのど自慢大会in日本橋」といった形で三井不動産系列の他の複合施設でも入居企業によるのど自慢大会が開催されている。

## アクセス方法
- 新宿駅より徒歩8分
- 都営大江戸線都庁前駅徒歩1分
- 地下鉄丸ノ内線西新宿駅より徒歩2分
- 駐車場:あり（有料）

## 新宿三井ビルディング外観

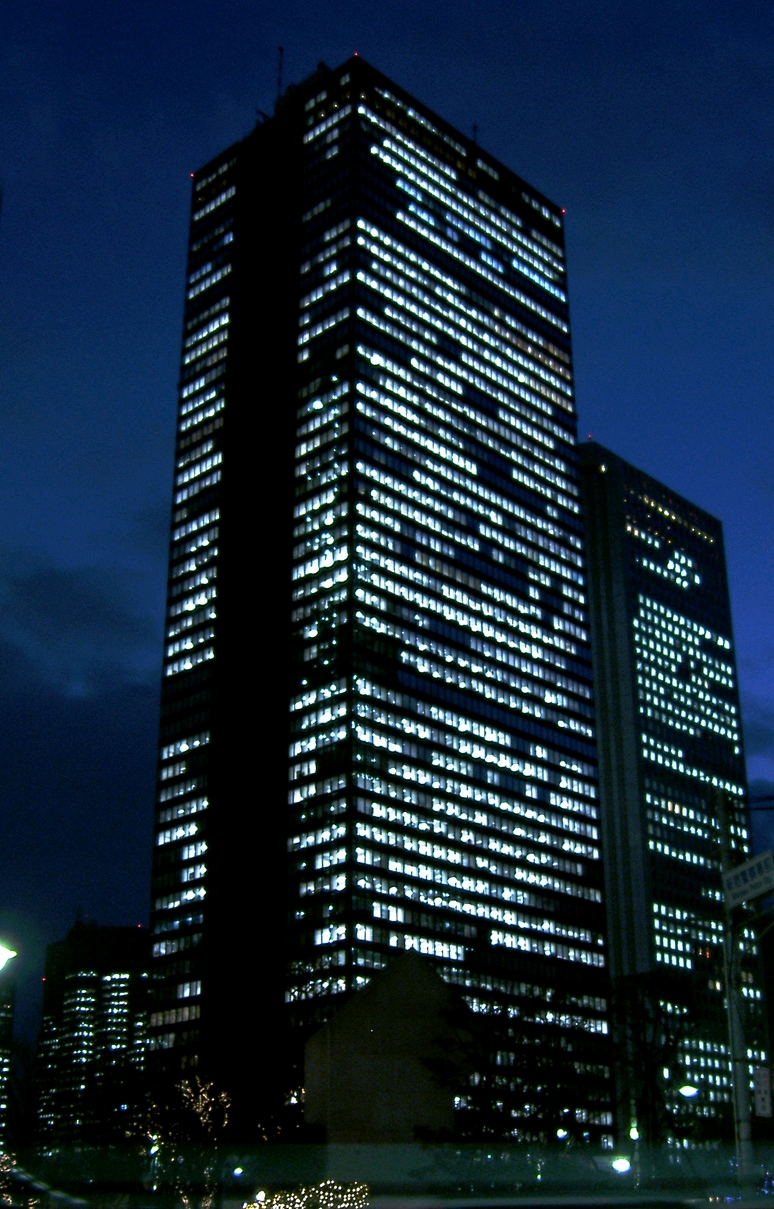
新宿警察署付近から撮影した夜景
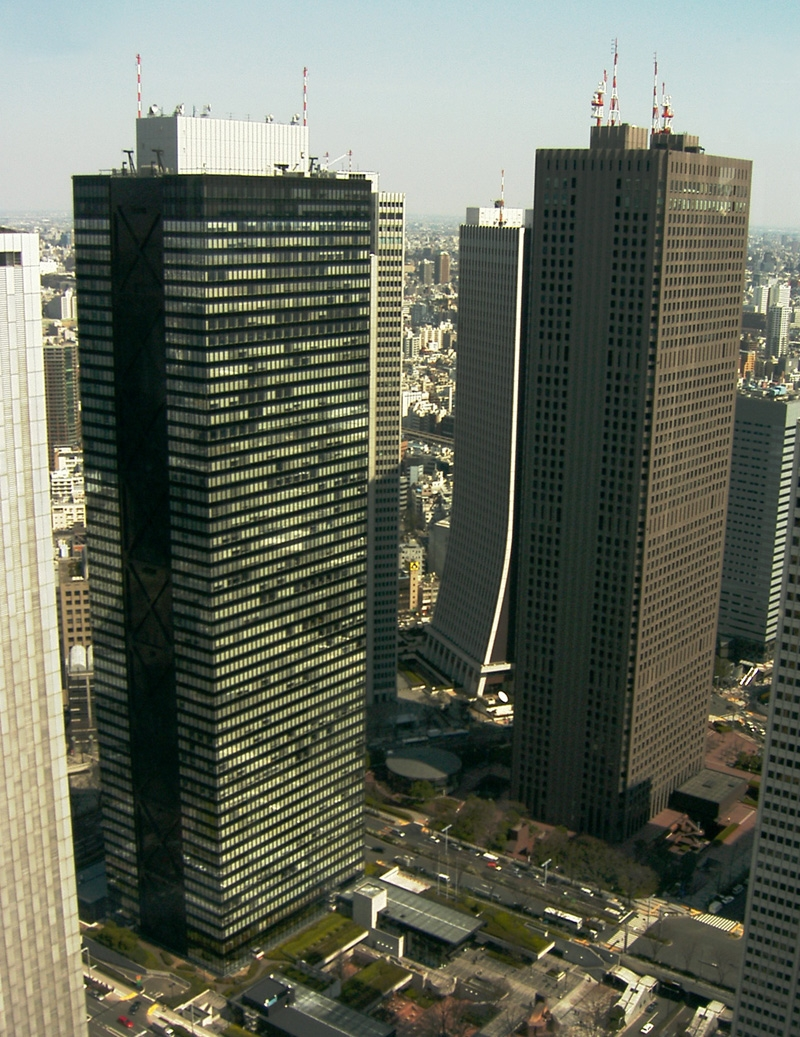
隣接する新宿センタービル
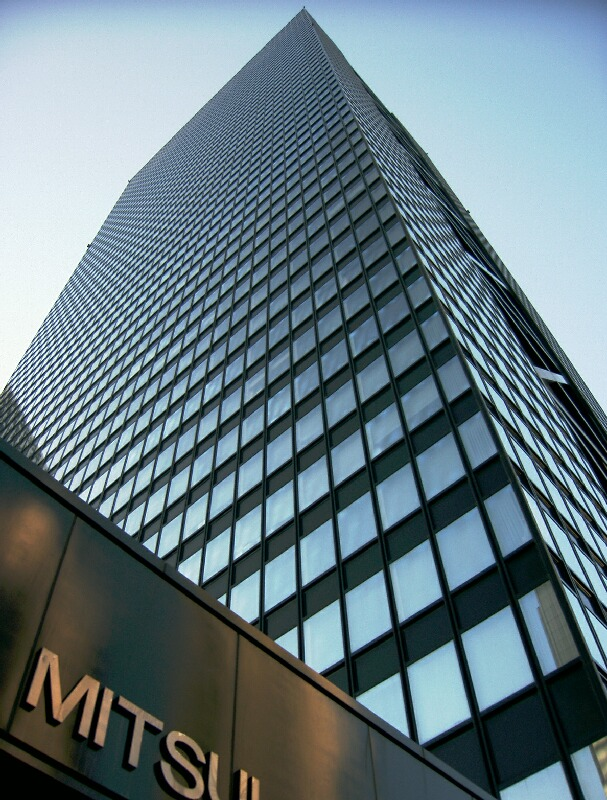
下から見上げたビル全景
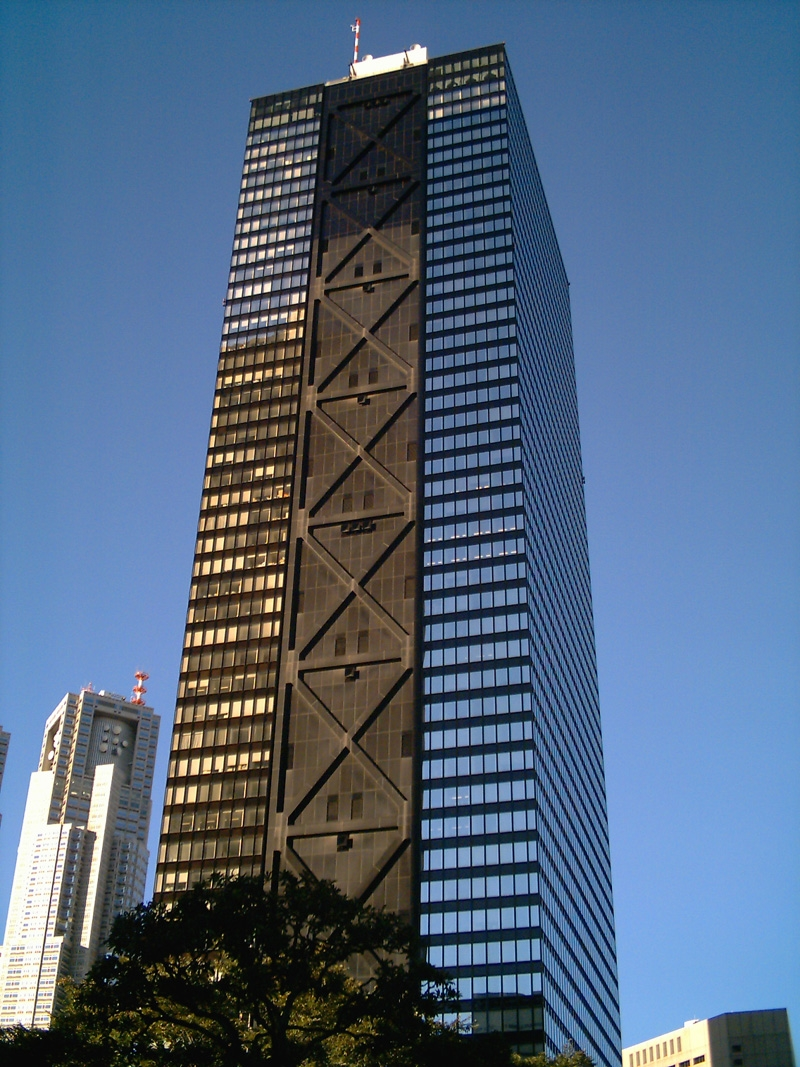
ビル側面
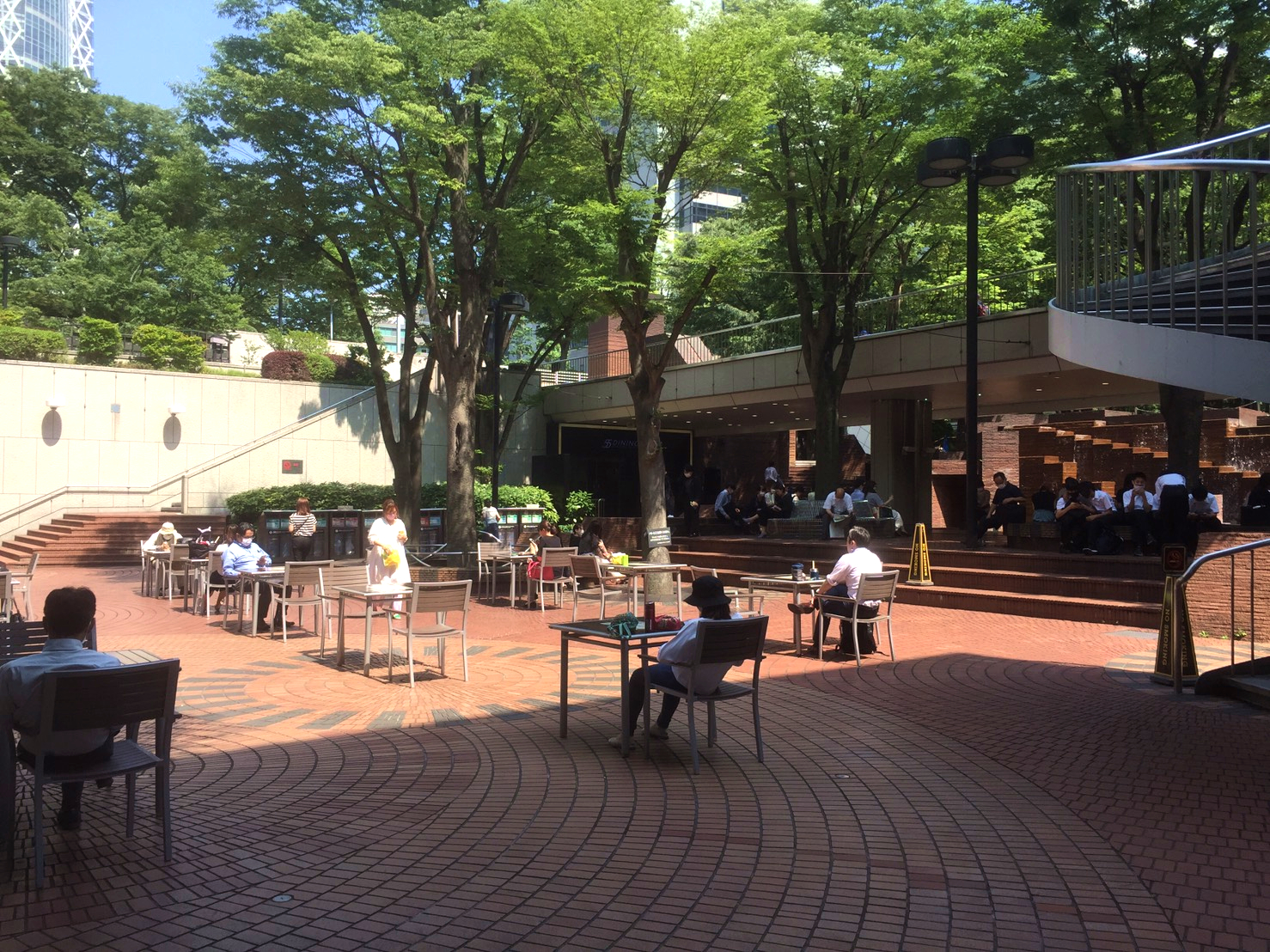
55ひろば

### 注
1. ↑  三井ビルはこの他に、甲州街道沿いに新宿三井ビルディング二号館、青梅街道沿いには西新宿三井ビルがある。
2. ↑  のち14社となる[1]。